# Deutscher Musikrat

Logo des deutschen Musikrats

Der Deutsche Musikrat (DMR) engagiert sich für die Interessen von 16,5 Millionen musizierenden Menschen in Deutschland und ist weltweit der größte nationale Dachverband der Musikkultur. Er repräsentiert über 100 Organisationen und Dachverbände des professionellen Musiklebens, der Musikwirtschaft, -forschung und des Amateurmusizierens einschließlich der 16 Landesmusikräte.
Zwei Ebenen arbeiten im Deutschen Musikrat eng zusammen: Der Deutsche Musikrat e. V. in Berlin setzt mit seiner musikpolitischen Arbeit als zivilgesellschaftlicher Akteur Impulse für ein lebendiges Musikleben und ist steter Dialogpartner für den Deutschen Bundestag und die Bundesregierung. Er greift mit seinen Tagungen und Kongressen aktuelle musikpolitische Themen auf und entwickelt diese im engen Austausch mit Politik, Zivilgesellschaft und Wissenschaft weiter, ob „Kirchenmusik als Chance für Gesellschaft, Kultur und Kirche“ im Jahr 2022, „Künstliche Intelligenz und Musik – Hilfe oder Konkurrenz?“ im Jahr 2023 oder „Musik und Gesundheit“ 2024.
Die Deutscher Musikrat gGmbH in Bonn organisiert als Trägerin die 13 langfristigen Projekte des DMR. Diese prägen zum Teil seit Jahrzehnten die deutsche Kulturlandschaft und sind wesentliche Säulen der Vielfalt und der musikalischen Bildung. Mit seinen Ensembles, den Wettbewerben und Förderprogrammen setzt die Deutsche Musikrat gGmbH Projekte um von der Breitenförderung bis zur Spitzenförderung, das Deutsche Musikinformationszentrum (MIZ) rundet als zentrale Anlaufstelle mit Studien, Daten und Informationen über das Musikleben in Deutschland das Angebot ab. Alle Projekte tragen zum nationalen und internationalen kulturellen Austausch bei und wirken als klingende Botschafter der kultur- und gesellschaftspolitischen Handlungsfelder des Deutschen Musikrats.
Gefördert wird der Deutsche Musikrat insbesondere von dem Beauftragten des Bundes für Kultur und Medien und dem Bundesministerium für Bildung, Familie, Senioren, Frauen und Jugend. Schirmherr des Deutschen Musikrats ist Bundespräsident Frank-Walter Steinmeier.

## Geschichte
Am 13. Juni 1953 wurde in Bonn auf Initiative der Arbeitsgemeinschaft für Musikerziehung und Musikpflege (unter Geschäftsführung von Herbert Sass) und der Deutschen UNESCO-Kommission die „Deutsche Sektion des Internationalen Musikrates“ konstituiert. Kurz danach erfolgte auf der Generalversammlung des Internationalen Musikrates die Anerkennung der Deutschen Sektion als „Nationalkomitee“. Davon ausgehend war die Aufgabenstellung von Anfang an international und national gleichgewichtig konzipiert. Dieser Anspruch wurde 1956 mit der Erweiterung des Namens in „Deutscher Musikrat – Deutsche Sektion des Internationalen Musikrates“ verstärkt. Seit den 1960er Jahren erweiterte der Deutsche Musikrat kontinuierlich sein Förderprogramm. Das Projekt Jugend musiziert wurde 1964 zur Förderung des musikalischen Nachwuchses in Deutschland gegründet. Fünf Jahre später wurde das Bundesjugendorchester ins Leben gerufen, das jungen Nachwuchsmusikern den Weg in das professionelle Berufsleben eröffnet.
Im Jahr 1962 wurde der „Musikrat der DDR“ gegründet. Dieser widmete sich überwiegend dem Ausbau der internationalen Beziehungen. Die nach innen gerichteten, „nationale Aufgaben“, übernahm der „Verband Deutscher Komponisten und Musikwissenschaftler“. 1990 tagten die Präsidien der beiden deutschen Musikräte erstmals gemeinsam und erörterten die Voraussetzungen für die Zusammenführung. Alle bestehenden Förderprojekte des Deutschen Musikrats wurden unverzüglich auf die neuen Bundesländer ausgedehnt.
2003 wurden alle Fördermaßnahmen in einer gemeinnützigen Projektgesellschaft mit Sitz in Bonn gebündelt, die eine Tochtergesellschaft des DMR e. V. in Berlin bildet. Das Generalsekretariat in Berlin übernimmt seitdem die politische Arbeit des Verbandes. Der Deutsche Musikrat als größter Dachverband des Musiklebens repräsentiert heute rund 15 Millionen musizierende Menschen in Deutschland.
Anlässlich seines 50-jährigen Bestehens erschien am 12. Juni 2003 eine Sondermarke, die von Peter und Regina Steiner aus Stuttgart entworfen wurde. Im Jahr 2023 feiert der Deutsche Musikrat sein 70-jähriges Bestehen. Dies wurde u. a. mit einer umfangreichen Festschrift und einem Festkonzert in der Philharmonie Berlin gewürdigt.

## Aufgaben
Der Deutsche Musikrat engagiert sich zusammen mit seinen Partnern in allen Bereichen des gesellschaftlichen Lebens, die mit der Musik in einem Zusammenhang stehen, für ein lebendiges Musikland Deutschland. Der Deutsche Musikrat möchte mit seiner Arbeit das Bewusstsein für den Wert der Kreativität stärken, in seiner Offenheit gegenüber allen musikalischen Ausdrucksformen Impulse für das Musikleben setzen, junge Menschen in ihrem Zugang zur Welt der Musik in ausgewählten Bereichen von bundesweiter Bedeutung fördern und Brücken der Verständigung schlagen.
Die Deutscher Musikrat gGmbH in Bonn organisiert als Träger die dreizehn langfristigen Förderprojekte des DMR: Ensembles: Bundesjugendorchester, Bundesjugendchor, Bundesjazzorchester; Wettbewerbe: Jugend musiziert, Jugend jazzt, Deutscher Musikwettbewerb, Deutscher Orchesterwettbewerb, Deutscher Chorwettbewerb; Förderung: Konzertförderung Deutscher Musikwettbewerb, Forum Dirigieren, Podium Gegenwart, PopCamp und Service: Deutsches Musikinformationszentrum (miz). Darüber hinaus setzt sie aktuell vier temporäre Förderprogramme um: „Landmusik“, „NEUSTART KULTUR – Digitalisierung Musikfachhandel“, „NEUSTART KULTUR – Stipendien Programm Klassik“ und „NEUSTART KULTUR – Freie Musikensembles“ und das „DMR Stipendienprogramm 2022“.
Der Deutsche Musikrat unterhält kontinuierliche Fördermaßnahmen und temporäre Projekte. Schwerpunkte der musikpolitischen Arbeit sind nach eigenen Angaben die Förderung von Amateuren und professionellen Musikern, die Förderung des musikalischen Nachwuchses und der zeitgenössischen Musik sowie das Bereitstellen von Informationen, Statistiken und Dokumenten zum Musikleben in Deutschland.

## Organe
- Mitgliederversammlung (Mitgliedsorganisationen mit Stimmrecht, Beratende Mitglieder und Ehrenmitglieder)
- Präsidium (Präsident, aktuell 3 Vizepräsidenten und 15 weitere Mitglieder)
- Generalsekretär

## Mitglieder
- 110 Fachorganisationen
- 16 Landesmusikräte
- 26 Beratende Mitglieder
- 47 Ehrenmitglieder

## Präsidenten
- Martin Maria Krüger (seit 2003)
- Franz Müller-Heuser (1988–2002)
- Richard Jakoby (1976–1988)
- Siegfried Borris (1971–1976)
- Werner Egk (1969–1971)
- Heinz Dressel (1964–1968)
- Hans Mersmann (1953–1964)

## Generalsekretäre
- seit 1. März 2024 Antje Valentin[7][8]
- Christian Höppner (2004–2024)
- Thomas Rietschel (2002)
- Marlene Wartenberg (1999–2001)
- Andreas Eckhardt (1980–1998)
- Herbert Sass (1953–1979), Sektion BRD im Internationalen Musikrat

## Bundesfachausschüsse
(Quelle: )
- Bundesfachausschuss Arbeit und Soziales
- Bundesfachausschuss Bildung
- Bundesfachausschuss Medien
- Bundesfachausschuss Musik in Religionen und Kirchen
- Bundesfachausschuss Musikwirtschaft
- Bundesfachausschuss Recht
- Bundesfachausschuss Kulturelle Vielfalt
- Bundesfachausschuss Zukunftswerkstatt

## Vernetzung und Mitwirkung
- Bundesakademie für musikalische Jugendbildung Trossingen
- Bundesakademie Wolfenbüttel
- Bundesinitiative Musik & Demenz
- Bundesvereinigung Kulturelle Kinder- und Jugendbildung
- D-A-CH (Deutscher Musikrat, Österreichischer Musikrat, Schweizer Musikrat)
- Deutsche UNESCO-Kommission
- Deutscher Kulturrat
- Deutschland – Land der Ideen
- Europäischer Musikrat
- Fête de la Musique Deutschland Netzwerk
- Internationaler Musikrat
- Initiative Hören
- Initiative Musik
- Institut für Auslandsbeziehungen
- Musikfonds
- Netzwerk Nationale Demenzstrategie
- Themis Vertrauensstelle gegen sexuelle Belästigung und Gewalt

## Einrichtungen und Projekte
Professionelle Musiker:in
- Deutscher Musikwettbewerb (DMW)
- Konzertförderung Deutscher Musikwettbewerb, ehemals Bundesauswahl Konzerte Junger Künstler (BAKJK)
- Forum Dirigieren, ehemals Dirigentenforum
- PopCamp – Meisterkurs für Populäre Musik

Musikalischer Nachwuchs
- Bundeswettbewerb Jugend musiziert Deutscher Kammermusikkurs
- Bundesbegegnung Jugend jazzt
- Bundesjugendchor (BJC)
- Bundesjugendorchester (BJO) – Nationales Jugendorchester der Bundesrepublik Deutschland
- Bundesjazzorchester (BuJazzO) – Das Jugendjazzorchester der Bundesrepublik Deutschland

Zeitgenössische Musik
- Podium Gegenwart, ehemals Förderungsprojekt Edition Zeitgenössische Musik (EZM), inklusive
- European Workshop for Contemporary Music und Edition für Zeitgenössische Musik usw.

Amateurmusizieren
- Deutscher Orchesterwettbewerb (DOW)
- Deutscher Chorwettbewerb (DCW)

Information und Dokumentation
- Deutsches Musikinformationszentrum (MIZ)

## Initiativen und Kampagnen
- Fête de la Musique

## Publikationen und Tondokumente

### Berliner Appelle
- 1. Berliner Appell. Musik bewegt, 2003 online
- 2. Berliner Appell. 12 Thesen zum interkulturellen Dialog, 2006 online
- 3. Berliner Appell. Digitalisierung. Freiheit. Verantwortung, 2010 online
- 4. Berliner Appell. Schöne neue Medienwelt: Kreative schützen! 2015 online
- 5. Berliner Appell. Musik machen – Haltung zeigen, 2019 online
- 6. Berliner Appell. Kulturleben jetzt sichern! 2020 online
- 7. Berliner Appell. Musik ist unser aller Leben, 2021 online

### Studien
- Deutscher Musikrat, Zentrum für Kulturforschung (Hrsg.): Eiszeit? Studie zum Musikleben vor und in der Corona-Zeit. Berlin 2021. online
- Andreas Lehmann-Wermser, Horst Weishaupt, Ute Konrad: Musikunterricht in der Grundschule Aktuelle Situation und Perspektive. Gemeinsame Studie der Bertelsmann-Stiftung, des Deutschen Musikrates und der Konferenz der Landesmusikräte im Deutschen Musikrat, 2020. online

### Zeitschriften und Jahrbücher
- Musikforum. Musikleben im Diskurs, 2013–2017
- Musikforum, 1965–2002 (bis einschließlich 1987 unter dem Titel Deutscher Musikrat: Referate und Informationen); seit 2003 Neue Folge unter dem Titel Musikforum. Musikleben im Diskurs.
- Musik-Almanach. Daten und Fakten zum Musikleben in Deutschland, 1. Ausgabe 1986/1987; 7. und letzte Ausgabe 2007/2008
- Musical Life in Germany, Regensburg 2019
- Musikleben in Deutschland, Regensburg 2019
- Künstlerkatalog Bundesauswahl Konzerte Junger Künstler (erscheint jährlich)
- Künstlerliste Deutscher Musikwettbewerb (erscheint jährlich)
- Jahresdokumentation Projekte (erscheint jährlich)

### Bibliographien und Nachschlagewerke
- Melanie Suchy-Stankovic, Hannelore Thiemer (Bearb.): Musikforum Bibliographie 1965–1998. Schott, Mainz 2000.
- Eckart Rohlfs (Bearb.): Literatur über Musikberufe. Bonn 1994.
- Musikleben in den neuen Bundesländern. Anschriftenverzeichnis. Bonn und Berlin 1991.

### Dokumentationen von Wettbewerben, Jubiläen und Veranstaltungen
- Brigitta Ritter (Hrsg.): Musik in der Ganztagsschule. Dokumentation des internationalen Kongresses des Deutschen Musikrates in Verbindung mit dem Verband Deutscher Schulmusiker. Königstein 2004. Hochschule für Musik und Theater, Hannover 2004.
- 10 Jahre Dirigentenforum des Deutschen Musikrates 1991–2001. Bonn und Berlin 2001.
- Klaus Bernbacher, Detlef Müller-Hennig (Hrsg.): Dokumentation 20 Jahre Konzert des Deutschen Musikrates. Bonn 2000.
- 33 Jahre Wettbewerbe „Jugend musiziert“. Bestandsaufnahme und weitere Planung. Dokumentation der „Jugend musiziert“ Zentralkonferenz in Neuss im November 1996. München 1996.
- Peter Linzenkirchner, Gudrun Eger-Harsch (Hrsg.): Gute Noten mit kritischen Anmerkungen. Wirkungsanalyse der Wettbewerbe „Jugend musiziert“ 1984–1993. Dokumentation und Kommentierung. Bonn 1995.
- Herbert Saß, Andreas Eckhardt (Hrsg.): 40 Jahre Deutscher Musikrat. Auftrag und Verwirklichung. ConBrio, Regensburg 1993. ISBN 3-930079-09-7.
- Hans Timm (Hrsg.): So wächst Musik. 25 Jahre Bundesjugendorchester. ConBrio, Regensburg 1993, ISBN 3-930079-42-9.
- Eckart Rohlfs (Hrsg.): Invention und Durchführung. 25 Jahre Wettbewerbe „Jugend musiziert“ – Spektrum eines jugendkulturellen und musikpädagogischen Förderungsprogramms. Materialien und Dokumente 1963–1988. München 1991, ISBN 3-928544-00-4.
- Herbert Saß (Red.): 40 Jahre Arbeitsgemeinschaft Musikerziehung und Musikpflege (AGMM) 1950–1990. Bonn 1990.

### Weitere Bücher
- Christian Höppner, Roland Grätz (Hrsg.): Musik öffnet Welten. Steidl Verlag, Stuttgart 2019
- Volker Hempfling, Günter Graulich (Hrsg.): Lore-Ley. Chorbuch Deutsche Volkslieder für gemischten Chor a cappella. Carus, Stuttgart 2006. ISMN M-007-09049-4
- Richard Jakoby (Hrsg.): Musikstudium in Deutschland. Musik, Musikerziehung, Musikwissenschaft. Schott, Mainz, 15. Aufl. 2006. ISBN 978-3-7957-0564-0
- Richard Jakoby. Leben und Werk. Institut für Musikpädagogische Forschung der Hochschule für Musik und Theater Hannover, Hannover 2006. ISBN 978-3-931852-75-7
- Richard Jakoby (Hrsg.): Musikszene Deutschland: Konzertwesen, Kulturpolitik, Wirtschaft, Berufe. In Zusammenarbeit mit Inter Nationes. Bärenreiter, Kassel 1997. ISBN 3-7618-1393-7
- Eckart Rohlfs (Hrsg.): Musikerziehung in Deutschland. Ein Überblick. Regensburg 1994 (Sonderdruck aus: Bildung und Wissenschaft, hg. von Inter Nationes, 3/1994). ISBN 3-930079-64-X
- Hans Günther Bastian, Rudolf-Dieter Kraemer (Hrsg.): Musikpädagogische Forschung in Deutschland. Dokumentation und Analyse. Schott, Mainz 1992. ISBN 3-7957-0261-5

### Tonträger
- Schallplattendokumentation „Zeitgenössische Musik in der Bundesrepublik Deutschland“ (1945–1980), Kass. I–X (30 Schallplatten), harmonia mundi 1981–1984.
- Edition Zeitgenössische Musik (CD-Serie), Wergo 1988ff.
- CD-Dokumentation Musik in Deutschland 1950–2000, BMG 2000ff.